# 水田航生
水田航生（1990年12月20日—）日本男性演員，出身於日本大阪府大阪市，隸屬經紀公司為Amuse。
血型O型。身高179公分。

## 人物
- 在第一次穿上網球王子舞台劇的忍足謙也的裝扮時，有工作人員說「好像外國男人」「就像湯姆（トム）」就因為這樣，「湯姆」成了愛稱。
- 身高179cm，鞋子的大小是27.5cm。
- 興趣是跳舞、樂高積木和卡拉OK。
- 好友是同屬Amuse的阪本奬悟、植原卓也和神木隆之介。
- 喜歡的男演員是江口洋介和福山雅治。喜歡的女演員是廣末涼子。
- 成為演員的契機是因為想做「能讓大家高興的職業」。
- 寵物是烏龜。
- 名字「航生」的由來是「即使被獨自丟在大海中也能順利活下去」。

## 演出作品

### 連續劇
- 恋する日曜日 第3シーズン第11話（2007年3月17日） - 飾 志村圭介
- ディズニーチャンネル ザ・休み時間（2008年5月 - ） -飾 悠太
- サラリーマン金太郎 第9話（2008年12月5日） - 飾 健一
- 恋する星座 第10話「荒井砂月・山羊座の恋」（2009年6月11日） - 飾 旭
- 鄰家花美男（2013年） - 飾 渡邊
- 人渣的本願（2017年） - 飾 鐘井鳴海
- 雛鳥(2017年4月3日－9月30日,NHK綜合頻道) - 飾 武本

### 廣告
- AQUARIUS「Olyｍｐｉｃ　in　the　Bottle篇」（2008年）
- 「ソフトバンク　白戸家「3年犬組」篇」（2008年）

### 舞台/音樂劇
- 少年陰陽師 ＜歌絵巻＞ －この少年、晴明の後継につき－（2007年10月）
- 「網球王子舞台劇 The Treasure Match 四天寶寺 feat.冰帝」 - 飾 忍足謙也 （B組演員）（2009年2月6日-3月31日）
- 「網球王子舞台劇 Dream live 6th」 - 飾 忍足謙也 （B組演員）（2009年5月2日-3日　東京、5月9日-10日　神戸）
- 「網球王子舞台劇 The Final Match 立海 First feat. 四天寶寺」 - 飾 忍足謙也（B組演員）（2009年7月-10月）

## 相關網站
- Amuse官方網站 （页面存档备份，存于）
- Amuse官網＿水田航生 （页面存档备份，存于）
- 水田航生本人Blog （页面存档备份，存于）
- 水田航生官方Twitter （页面存档备份，存于）